# Johann Weynand
Johann Weynand (ur. 21 września 1923 w Nidrum w gminie Bütgenbach, zm. 16 lutego 1997 tamże) – belgijski samorządowiec mniejszości niemieckiej, w latach 1973–1976 przewodniczący Rady Kulturowej Niemieckojęzycznej Wspólnoty Belgii.

## Życiorys
W 1940 przymusowo wcielony do Wehrmachtu, walczył w jego szeregach na froncie wschodnim. Pomiędzy 1950 a 1973 pełnił funkcję sekretarza gminnego w Elsenborn, wstąpił także do Partii Chrześcijańsko-Społecznej. W 1966 i 1971 był jej kandydatem do Senatu, jednak jego dokooptowanie do tej izby zostało zablokowane ze względu na służbę Weynanda w Wehrmachcie m.in. przez flamandzką Chrześcijańską Partię Ludową i część PSC. Od stycznia do listopada 1973 kierował gabinetem Guillaume’a Schynsa, federalnego sekretarza stanu ds. Eupen i Malmedy oraz turystyki. Od 1973 do 1977 wchodził w skład Rady Kulturowej Niemieckojęzycznej Wspólnoty Belgii, przekształconej później w Parlament Niemieckojęzycznej Wspólnoty Belgii (początkowo z nominacji, następnie od 1974 w wyniku wyboru). Pełnił funkcję jej pierwszego w historii przewodniczącego od 23 października 1973 do 31 grudnia 1976. Od 1977 do 1988 zastępca gubernatora prowincji Liège (komisarz arondissement) ds. Malmedy.

## Odznaczenia
W 1986 otrzymał Order Korony III klasy.